# Pedro Castillo
José Pedro Castillo Terrones, född 19 oktober 1969 i Puña i departementet Cajamarca, är en peruansk lärare, fackföreningsledare och politiker som förklarades som Perus nyvalde president den 19 juli 2021 och avsattes den 7 december 2022 efter ett misslyckat kuppförsök 2022.
Han blev känd 2017 då han ledde en lärarstrejk som pågick i 75 dagar. 
Castillo kandiderade i presidentvalet 2021, för det socialistiska Fria Peru-partiet (spanska: Partido Político Nacional Perú Libre). Han har bland annat föreslagit investeringar i utbildning och jordbruk, och en rejält höjd skatt för de multinationella företag som utvinner viktiga naturresurser som mineraler, olja och gas i landet.
Han placerade sig först i den inledande omgången och gick vidare till en andra omgång mot Keiko Fujimori. Den 19 juli 2021 förklarades han som valets segrare av valkommissionen. 
Sedan han tillträdde presidentskapet har Castillo kännetecknats av att undvika pressen med argumentet att de "uppsåtligt förvränger information."  Han gav sin första intervju med journalisten César Hildebrandt efter sex månader i regeringsställning. Castillo har kritiserats hårt för att ha utsett ifrågasatta personer som tjänstemän, olämpliga för befattningarna och till och med några med allvarliga anklagelser och med antecedentia i rättsliga och kriminella register. Efter nio månader i ämbetet hade Castillo  nått mycket höga nivåer av ogillande och blivit den mest impopulära peruanska presidenten under de senaste tjugo åren.